# Cheilinus lunulatus
Cheilinus lunulatus là một loài cá biển thuộc chi Cheilinus trong họ Cá bàng chài. Loài này được mô tả lần đầu tiên vào năm 1775.

## Từ nguyên
Tính từ định danh lunulatus trong tiếng Latinh nghĩa là "hình lưỡi liềm", hàm ý đề cập đến hình dạng của vệt vàng trên nắp mang.

## Phạm vi phân bố và môi trường sống
C. lunulatus được phân bố tại Biển Đỏ đến phía bắc Sừng châu Phi, phía đông đến từ đường bờ biển Yemen và Oman ngược lên phía bắc đến cửa vịnh Ba Tư.
C. lunulatus sống trên rạn viền bờ, đặc biệt là những khu vực có nhiều san hô phát triển, hay trên các nền đáy là cát, đá vụn và thảm cỏ biển, ở độ sâu đến ít nhất là 45 m.

## Mô tả
Chiều dài lớn nhất được ghi nhận ở C. lunulatus là 50 cm. Cá đực trưởng thành có vây bụng khá dài, cũng như các tia ở phía sau vây đuôi không có lớp màng bao và vươn dài làm vây đuôi của chúng giống như cái chổi (bắt nguồn cho tên thông thường của loài cá này).
Cá cái có màu lục xám với những vạch dọc màu đỏ cam trên vảy cá, đầu và thân trước sẫm xanh lục hơn, chi chít những chấm đỏ cam. Nắp mang có đốm đen với một vệt vàng nhỏ hơn ở bên trên (vẫn xuất hiện ở cá đực). Thân có khoảng bốn dải sọc đen (sọc thứ hai và ba nằm sát nhau). Đầu và thân trước màu lục sẫm có nhiều chấm nhỏ màu đỏ cam. Cá đực màu xanh lam xám sẫm, màu xanh lục sáng hơn ở đầu, các vệt đốm màu đỏ cam mờ hơn nhiều so với cá cái, nhưng có thêm một dải màu vàng lục ở sau đầu. Vây ngực của hai giới có màu vàng cam.
Số gai ở vây lưng: 9; Số tia vây ở vây lưng: 10; Số gai ở vây hậu môn: 3; Số tia vây ở vây hậu môn: 8; Số tia vây ở vây ngực: 12; Số gai ở vây bụng: 1; Số tia vây ở vây bụng: 5; Số lược mang: 10–12.
C. lunulatus là loài chị em với Cheilinus trilobatus.

## Sinh thái học
Thức ăn của C. lunulatus là các loài thủy sinh không xương sống có vỏ cứng, đặc biệt là động vật thân mềm, nhờ sở hữu bộ hàm chắc khỏe.
Cá cái có thể sống thành một nhóm nhỏ (khoảng 4 đến 8 cá thể) trong lãnh thổ của một con đực lớn. Là loài lưỡng tính tiền nữ, thời điểm sinh sản của C. lunulatus tại Ai Cập diễn ra từ tháng 5 cho đến tháng 10.
Giun tròn gây bệnh của một loài Huffmanela lần đầu tiên được ghi nhận ở C. lunulatus.

## Thương mại
C. lunulatus được đánh bắt trên khắp khu vực phân bố của chúng, chủ yếu để làm thực phẩm.